# Lincoln Museum
Le Lincoln Museum, anciennement connu sous le nom de The Collection, est le musée et la galerie d'art du comté du Lincolnshire, en Angleterre. Il résulte de la fusion de la Usher Gallery et du City and County Museum. La partie muséale de l'institution est installée dans un bâtiment moderne spécialement conçu à cet effet, situé à proximité de l'Usher Gallery, au cœur de la ville de Lincoln. Le nom « The Collection », en usage depuis 2005, a été remplacé par « Lincoln Museum and Usher Gallery » en 2023, marquant ainsi un retour à une appellation plus traditionnelle et descriptive.